# Reginaldo Faife
Reginaldo, właśc. Reginaldo Artur Faife (ur. 14 czerwca 1990 w Quelimane) – mozambicki piłkarz grający na pozycji napastnika. Od 2017 jest zawodnikiem klubu KF Laçi.

## Kariera klubowa
Swoją karierę piłkarską Reginaldo rozpoczął w klubie CD Maxaquene. W 2010 roku awansował do kadry pierwszego zespołu i wtedy też zadebiutował w nim w pierwszej lidze mozambickiej. W 2010 roku zdobył z nim Puchar Mozambiku. W latach 2012–2013 grał w Liga Muçulmana Maputo. W 2012 roku zdobył z nim krajowy puchar, a w 2013 roku wywalczył mistrzostwo Mozambiku.
W 2014 roku Reginaldo przeszedł do portugalskiego CD Nacional. Zadebiutował w nim 20 stycznia 2014 w zremisowanym 2:2 domowym meczu z GD Estoril-Praia. W debiucie zdobył gola.
| Sezon   | Klub                  | Kraj       | Rozgrywki           | Mecze | Bramki |
| ------- | --------------------- | ---------- | ------------------- | ----- | ------ |
| 2010    | CD Maxaquene          | Mozambik   | Moçambola           | ?     | ?      |
| 2011    | CD Maxaquene          | Mozambik   | Moçambola           | ?     | ?      |
| 2012    | Liga Muçulmana        | Mozambik   | Moçambola           | ?     | ?      |
| 2013    | Liga Muçulmana        | Mozambik   | Moçambola           | ?     | ?      |
| 2013/14 | CD Nacional           | Portugalia | Primeira Liga       | 11    | 2      |
| 2014/15 | CD Nacional           | Portugalia | Primeira Liga       | 5     | 0      |
| 2014/15 | CD Santa Clara        | Portugalia | Segunda Liga        | 15    | 0      |
| 2015/16 | CD Santa Clara        | Portugalia | Segunda Liga        | 28    | 4      |
| 2016/17 | Luftëtari Gjirokastra | Albania    | Kategoria Superiore | 32    | 8      |
| 2017/18 | KF Laçi               | Albania    | Kategoria Superiore | 31    | 18     |

## Kariera reprezentacyjna
W reprezentacji Mozambiku Reginaldo zadebiutował 8 października 2011 roku w wygranym 3:0 meczu kwalifikacji do Pucharu Narodów Afryki 2012 z Komorami, rozegranym w Maputo.